# Hepatozoon
Hepatozoon es un género de protistas causantes de la hepatozoonosis canina, una enfermedad parasitaria sistémica que afecta a perros. H. canis, una de las especies implicadas, es transmitida por la ingestión de garrapatas portadoras de la especie Rhipicephalus sanguineus que ocasionan una reacción de inmunodepresión que favorece la aparición de enfermedades secundarias. Otra especie del género es H. muris, que afecta a las ratas de laboratorio.
Las lesiones se originan después de la reproducción intestinal del parásito y su difusión vía linfática o hemática al bazo, ganglios linfáticos, médula ósea, pulmones, hígado o músculos, donde continúa su desarrollo.

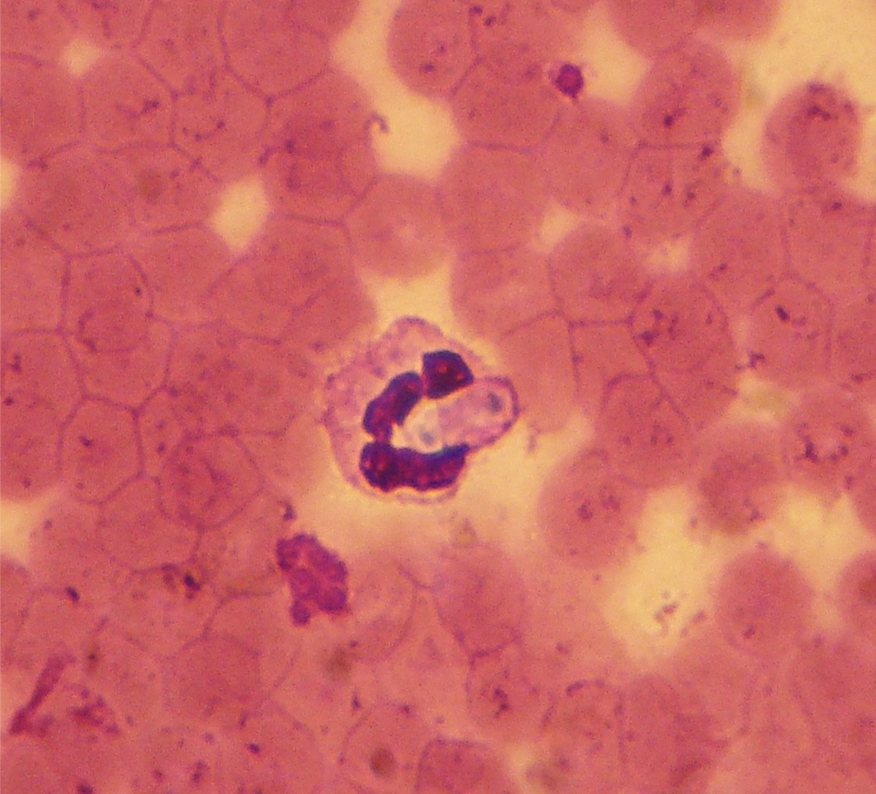
Una especie de Hepatozoon canis en un frotis de sangre de un perro infectado naturalmente.

Según estudios experimentales se necesitan de tres meses para la aparición de formas merónticas en sangre periférica, de donde es ingerido por la garrapata cerrándose el ciclo. No existe un tratamiento eficaz para eliminar al parásito. Se han utilizado al dipropionato de imidocarb y la doxiciclina, un antibiótico del grupo de las tetraciclinas, sin conseguir eliminarlo, por lo que la única manera de evitar la enfermedad es la prevención del contacto entre garrapatas y el perro. El tratamiento con toltrazuril se está investigando en pacientes con hepatozoonosis canina, junto con la aplicación de dipropionato de imidocarb. No existe todavía un fármaco específico para este tipo de patología.